# 瓦尔泽兰迪亚
瓦尔泽兰迪亚是巴西米纳斯吉拉斯州的一个市镇。总面积803.909平方公里，总人口19137人，人口密度23.8人/平方公里。